# جايسون بارنت
جايسون بارنت (بالإنجليزية: Jason Barnett)‏ هو لاعب كرة قدم بريطاني، ولد في 24 يناير 1976 في شروزبري في المملكة المتحدة. لعب مع لينكولن سيتي أف سي ووولفرهامبتون واندررز.

## وصلات خارجية
- جايسون بارنت على موقع قاعدة بيانات كرة القدم.إي يو (الإنجليزية)
- جايسون بارنت على موقع Soccerbase.com (لاعب) (الإنجليزية)